# Lappajärvi
Lappajärvi es un municipio en Finlandia ubicado en la región de Ostrobotnia del Sur. El municipio posee una población de 3,235 (30 de junio de 2015) y cubre un área de 523.73 km² de los cuales 102.89 km² son agua. La densidad de población es de 7.69 habitantes
por kilómetro cuadrado.
El municipio es monolingüe y su idioma oficial es el finés.
El Lago Lappajärvi, el cual da el nombre al municipio, es un cráter causado por un meteorito, uno de los pocos de estas características entre los lagos de Finlandia.
El cantante e intérprete Timo Kotipelto, mundialmente conocido por su banda de power metal Stratovarius, nació y fue criado en Lappajärvi.

## Enlaces externos

Paisaje en Purola, Lappajärvi

## Personas nacidas en Lappajärvi
- Johannes Bäck (1872 – 1952)
- Aleksi Hakala (1886 – 1959)
- Veikko Savela (1919 – 2015 )
- Jarmo Övermark (1955
- Arto Melleri (1956 – 2005)
- Seppo Särkiniemi (1957)
- Jussi Lampi (1961)
- Timo Kotipelto (1969)

## Galería

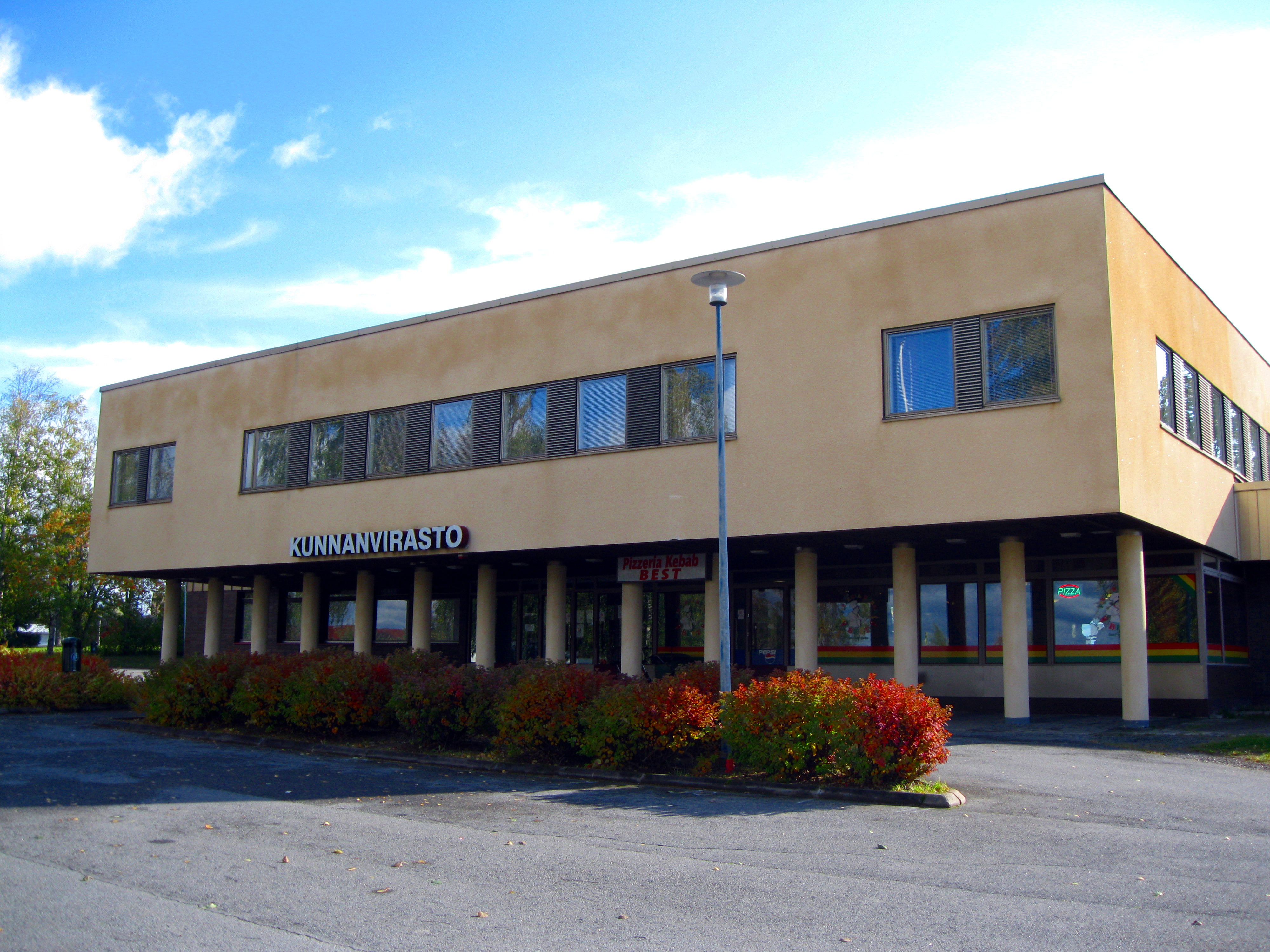
Oficina municipal
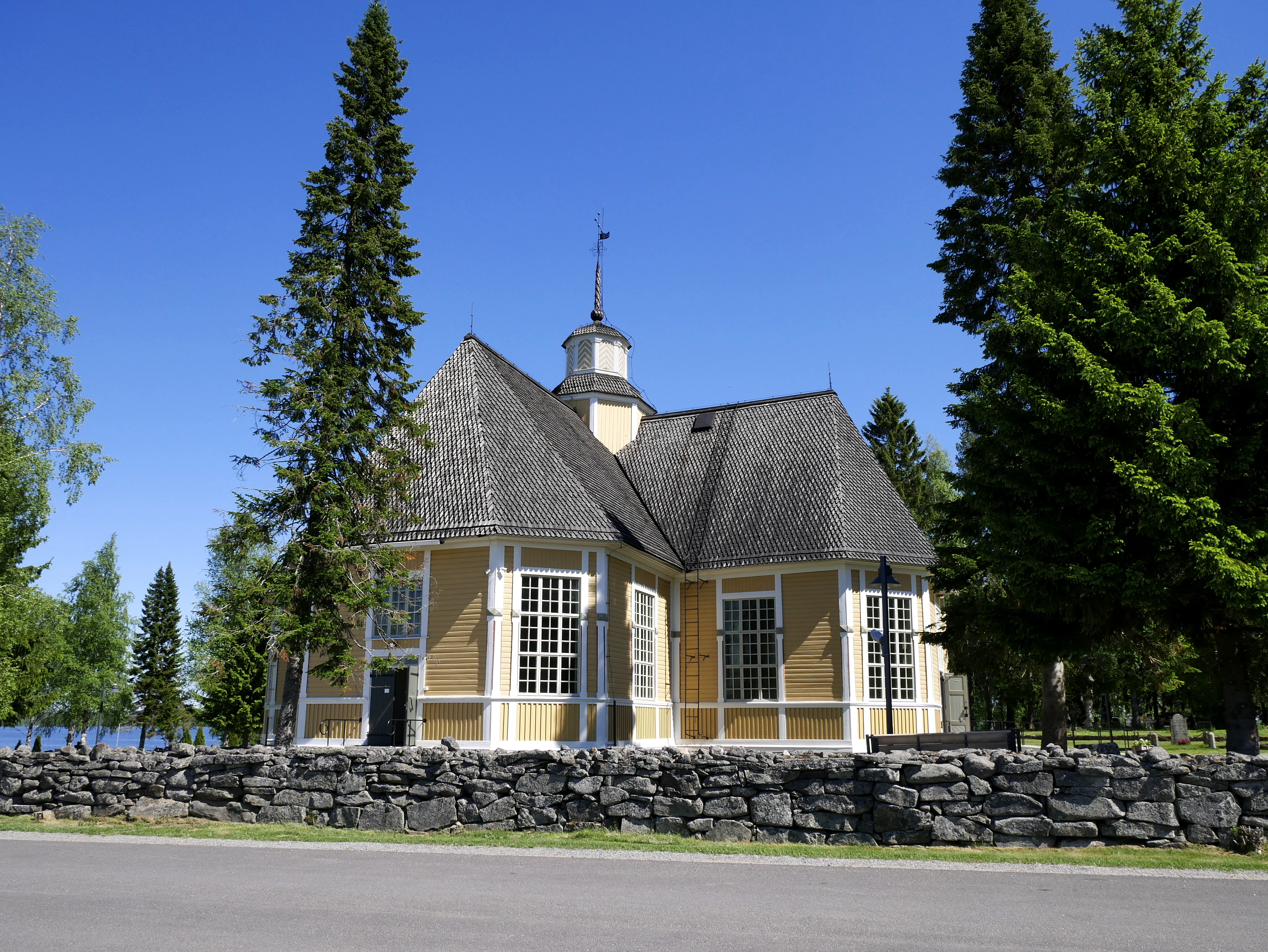
Iglesia
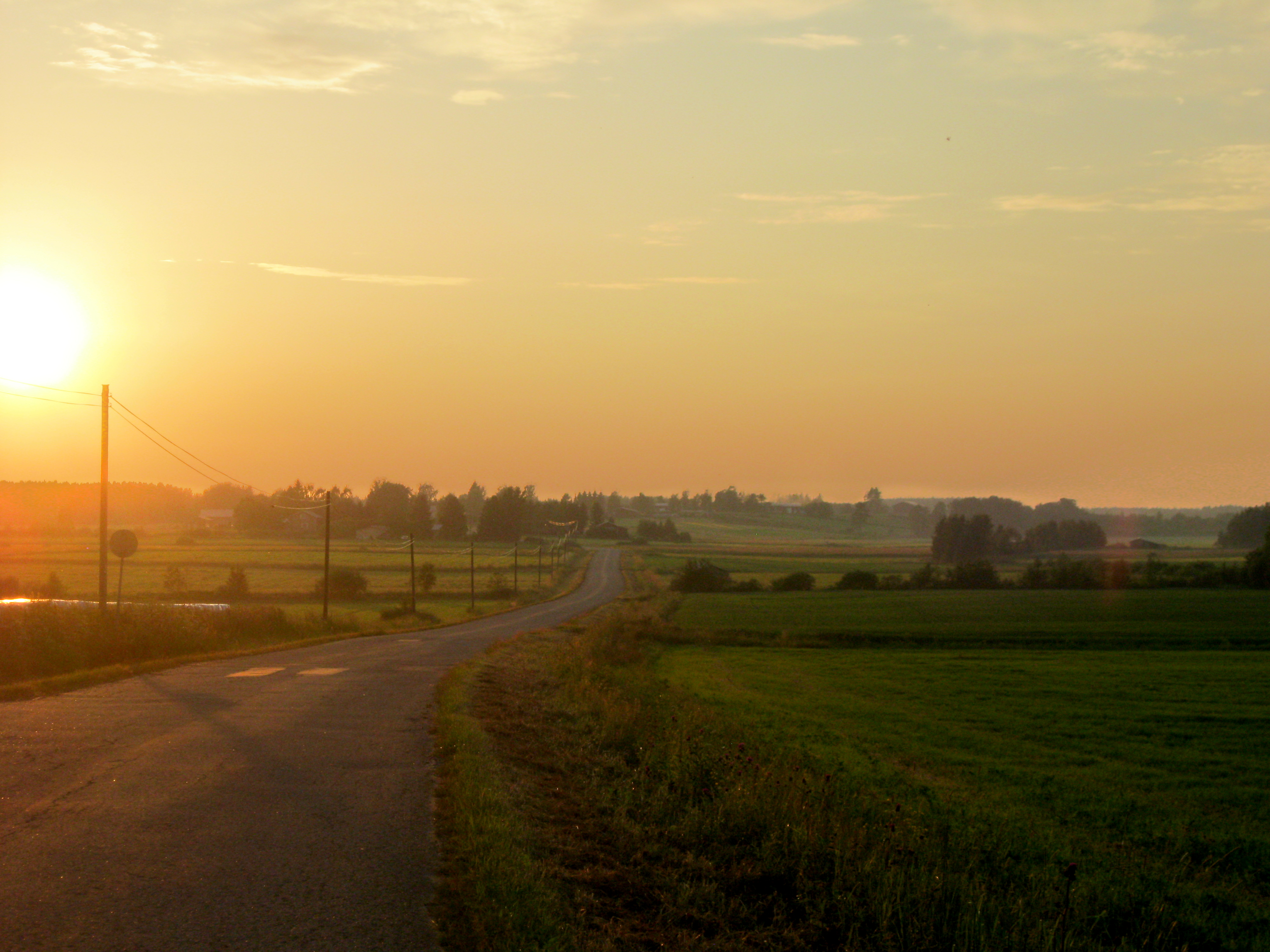
Pueblo en Lappajärvi
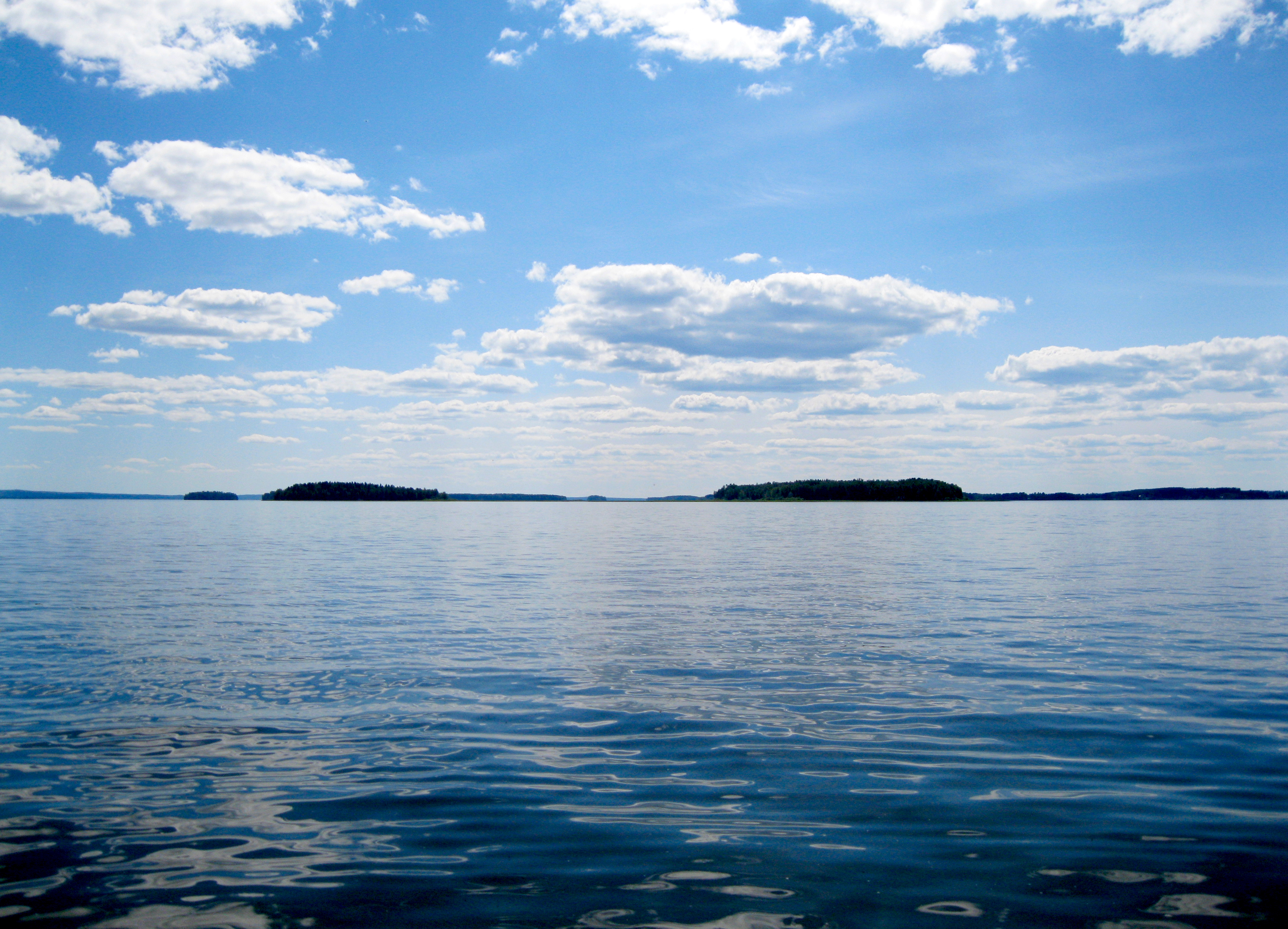
Lago Lappajärvi
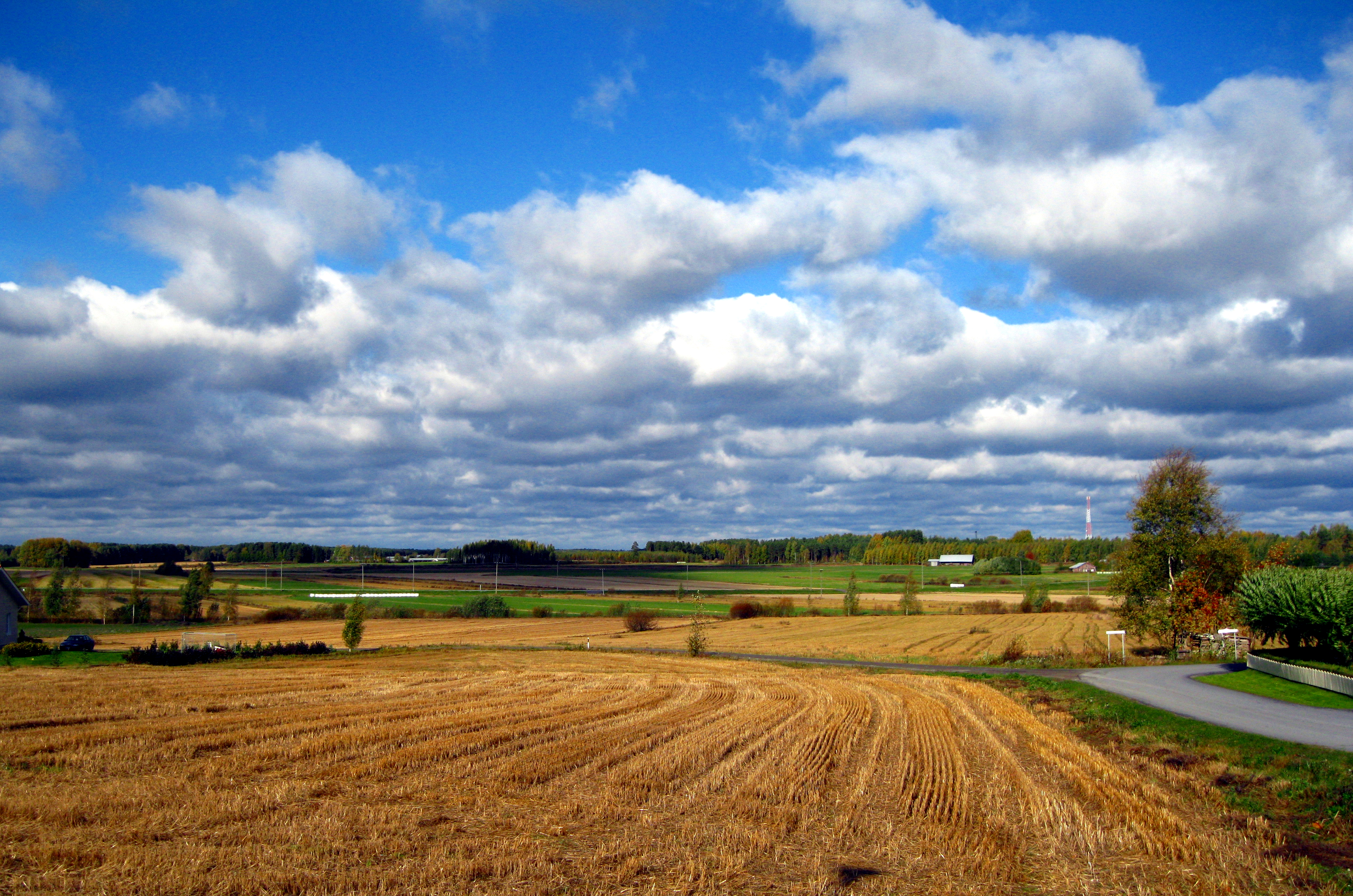
Paisaje
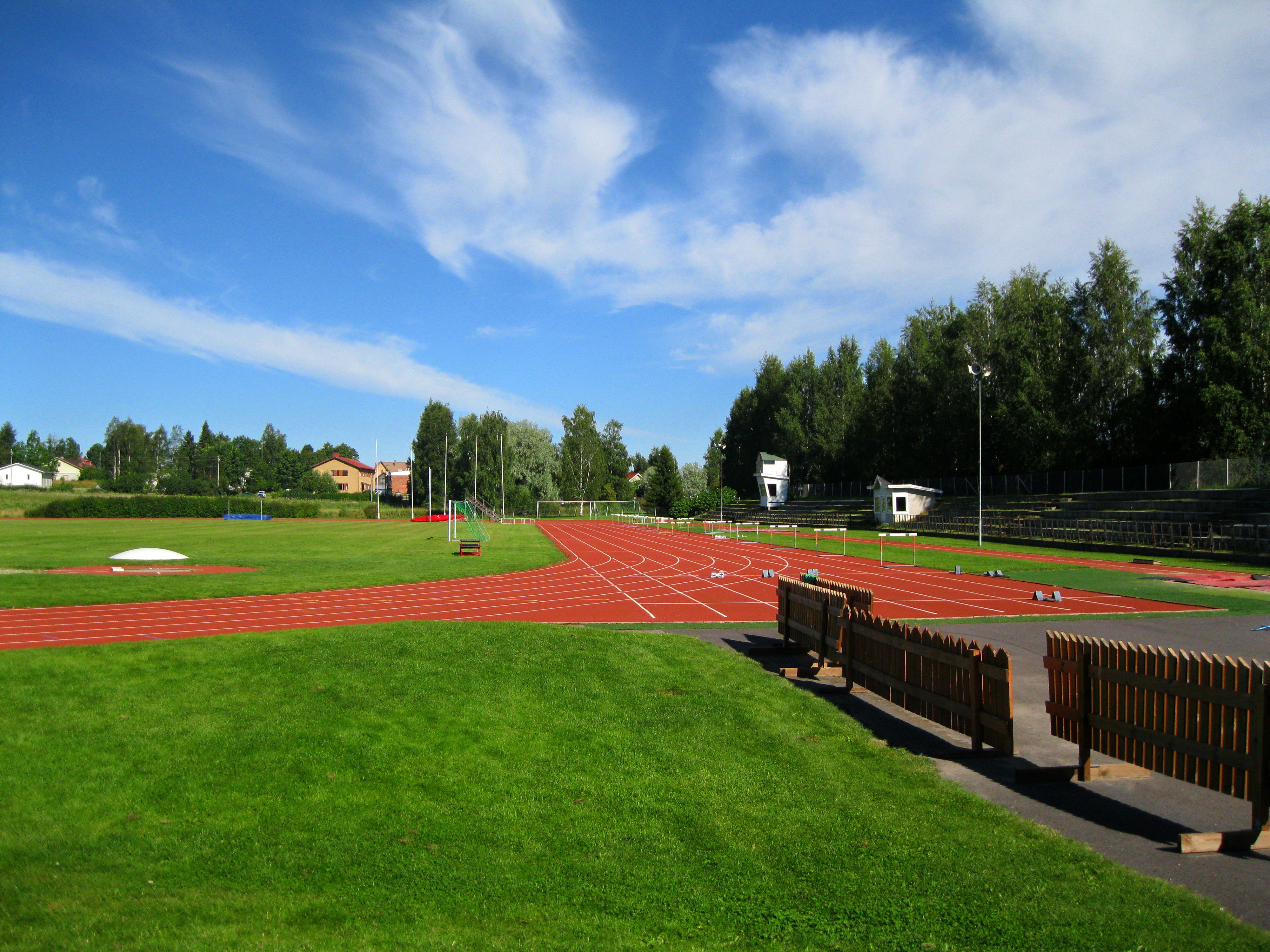
Local de atletismo
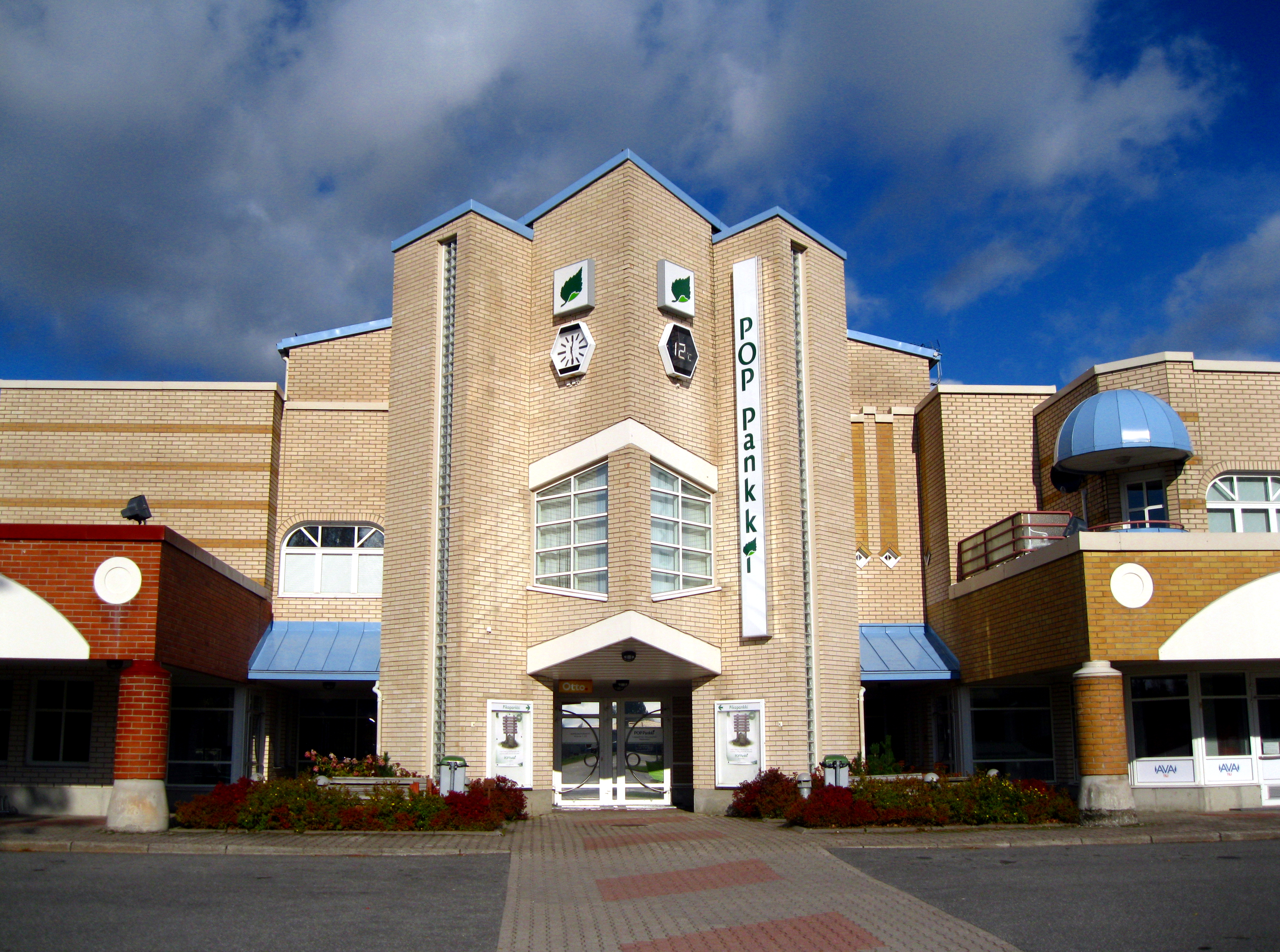
Banco